# Picardan
Le picardan est un cépage blanc, entrant dans la composition du Châteauneuf-du-pape. Il est certainement originaire de cette région.

## Origine
Il est considéré comme proche de l'œillade un cépage roturier du Sud Est de la France. La teneur potentielle des alcaloïdes volatils dans le jus de son raisin laisse présager des goûts fruités pour le vin qui en sera issu.

## Vinification
Originaire de la Provence, ce cépage est vigoureux et productif. Il est vinifié en assemblage et apporte typicité, bouquet et finesse. En assemblage avec la syrah, il donne un vin rosé où domine la fraîcheur et le fruit

## Synonymes
Ce cépage est connu aussi sous les noms d'Aragnan, Aragnan Blanc, Araignan, Araignan Blanc, Gallet, Gallet Blanc, Grosse Clairette, Milhaud Blanc, Œillade Blanche, Papadoux, Picardan, Picardan Blanc, Piquardan, Piquardant.